# Cistus parviflorus
Cistus parviflorus är en solvändeväxtart som beskrevs av Jean-Baptiste de Lamarck. Cistus parviflorus ingår i släktet Cistus och familjen solvändeväxter. Inga underarter finns listade i Catalogue of Life.

## Bildgalleri

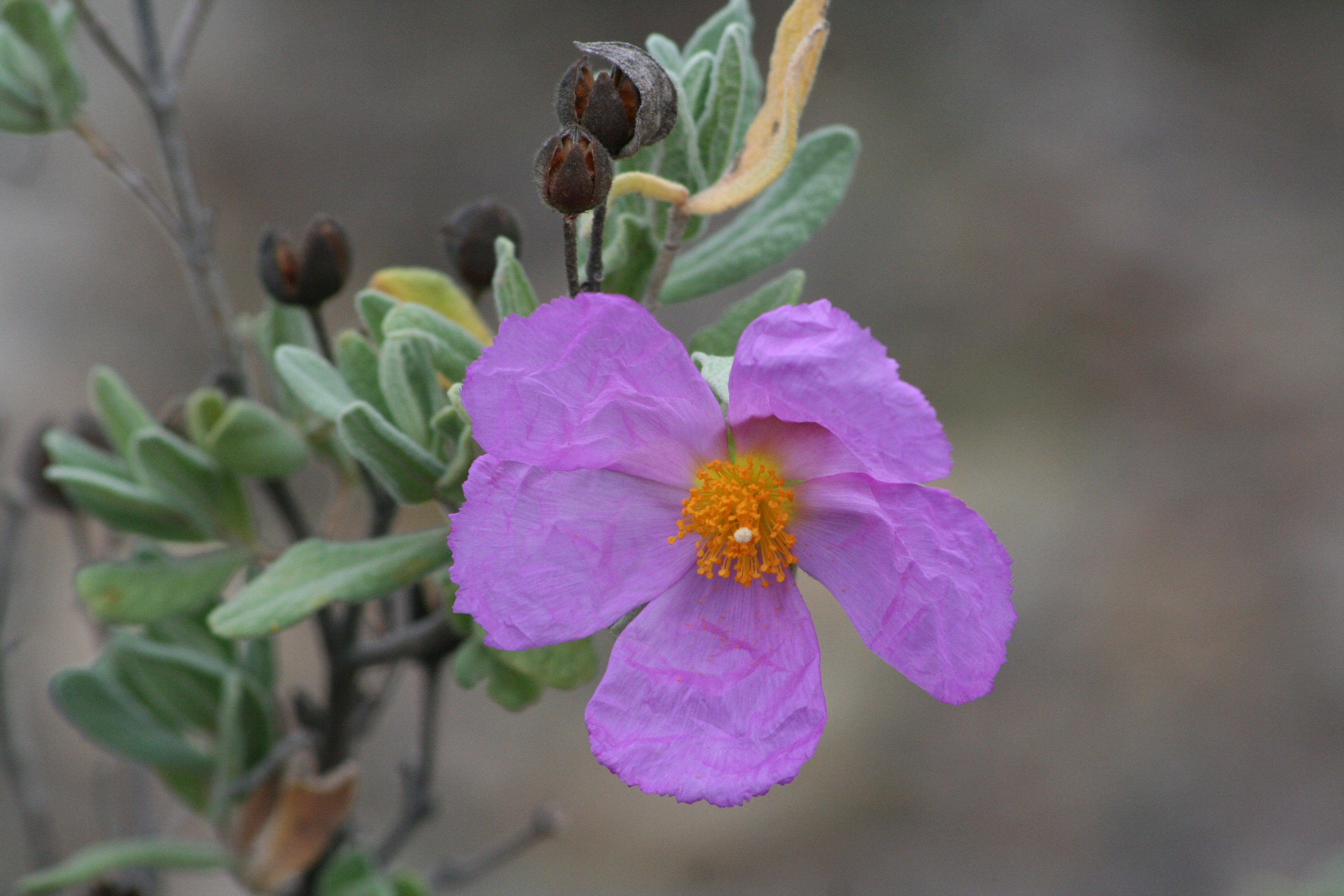